# Monceau-le-Neuf-et-Faucouzy
Monceau-le-Neuf-et-Faucouzy é uma comuna francesa na região administrativa de Altos da França, no departamento de Aisne. Estende-se por uma área de 19,72 km². Em 2010 a comuna tinha 330 habitantes (densidade: 16,7 hab./km²).